# Viveka Eriksson
Viveka Eriksson, née le 18 août 1956 dans l'Åland, est une femme politique finlandaise. Elle est la première femme à avoir occupé les postes de président du Parlement d'Åland puis de lantråd, Premier ministre de la région autonome.
Membre du parti Libéraux pour Åland, elle est élue à l'assemblée unique du Lagting en 1995, réélue en 1999 et en 2003. Elle devient vice-présidente du Lagting en 2000, puis présidente en 2001, avant de redevenir vice-présidente en 2005. Elle abandonne son siège de député pour devenir lantråd en octobre 2007, et reste à la tête du gouvernement ålandais jusqu'aux élections de 2011. Elle retourne alors au Lagting, dont elle redevient la vice-présidente.
Elle dirige le parti libéral de 2003 à 2012, date à laquelle Katrin Sjögren est élue pour lui succéder.